# ال ماریاچی (فیلم)
ال ماریاچی (به انگلیسی: El Mariachi) فیلمی به کارگردانی رابرت رودریگز محصول ۱۹۹۲ است. بازیگر نقش اول فیلم در این قسمت کارلوس گالاردو است.
این فیلم اولین قسمت از سه‌گانه مکزیک (این سه‌گانه با نام‌های سه‌گانه ماریاچی و سه‌گانه دسپرادو نیز منتشر شده‌است) است. بودجه ساخت این فیلم یک هزارم بودجه ساخت قسمت بعدی سه‌گانه مکزیک (دسپرادو) است.

## پخش در ایران
در دهه هشتاد شمسی شرکت تصویر دنیای هنر این فیلم را دوبله سانسور و بر روی CD آن را توزیع نمود.دو نسخه دیگر این فیلم هم توسط همین شرکت در ایران توزیع شد.

## خلاصه داستان
در یک شهر کوچک در مکزیک٫فردی به اسم آزول برای انتقام از موکو (رئیس باند فروش مواد مخدر) به دلیل نگرفتن سهم خود از فروش مواد٫تعدادی از افراد موکو را می‌کشد. آزول همیشه لباس سیاه می‌پوشد و جعبهٔ گیتاری در دست دارد که داخل آن به جای گیتار، تفنگ است. در همان روز یک گیتاریست دوره‌گرد برای پیدا کردن کار وارد آن شهر می‌شود. افراد موکو که دنبال آزول می‌گردند تا او را بکشند، اشتباهاً ال ماریاچی (همان گیتاریست دوره‌گرد) را تعقیب می‌کنند. ال ماریاچی برای دفاع از خود چهار نفر از افراد موکو را می‌کشد و به یک میخانه می‌رود و از دومینو (فروشندهٔ میخانه) می‌خواهد او را پنهان کند. فردای آن روز آزول به آن میخانه می‌آید و اشتباهاً به جای جعبهٔ گیتار خود، جعبهٔ گیتار ال ماریاچی را برمی‌دارد و می‌رود. افراد موکو آزول را دستگیر می‌کنند. اما وقتی در جعبهٔ گیتارش اسلحه‌ای نمی‌بینند او را رها می‌کنند. ال ماریاچی که متوجه این موضوع می‌شود جعبهٔ آزول را برمی‌دارد که به او پس بدهد. افراد موکو او را می‌بینند و تعقیب می‌کنند. ال ماریاچی بعد از کشتن چند تن از آن‌ها می‌گریزد. فردای آن روز ال ماریاچی به بازار می‌رود تا برای خود گیتار جدیدی بخرد اما افراد موکو او را بیهوش می‌کنند و پیش موکو می‌برند. موکو که آزول را از نزدیک می‌شناسد، به افرادش می‌گوید که او آزول نیست. پس افراد موکو ال ماریاچی را در شهر رها می‌کنند. آزول که فهمیده در میخانه جعبهٔ گیتارش عوض شده، به آن جا می‌رود و جعبه را پس می‌گیرد و دومینو را با خود می‌برد تا دنبال ال ماریاچی بگردند. ال ماریاچی به هوش آمده و به میخانه برمی‌گردد ولی متوجه می‌شود دومینو به مقر موکو رفته‌است. موکو به دومینو علاقه دارد و وقتی می‌فهمد دومینو با ال ماریاچی رابطه دارد او و آزول را می‌کشد. ال ماریاچی خود را سریعاً به مقر موکو رسانده و با جسد دومینو رو به رو می‌شود. موکو به دست ال ماریاچی شلیک می‌کند تا او دیگر نتواند گیتار بنوازد. ال ماریاچی نیز با هفت تیر به موکو شلیک می‌کند و او را می‌کشد و جعبهٔ گیتار آزول را برداشته و از آن‌جا دور می‌شود.

## کتاب شورشی بدون عوامل پشت صحنه
رابرت رودریگز فیلم ال ماریاچی را با بودجه هفت هزار دلار ساخت که رقم بسیار پایینی برای تولید یک فیلم بلند است؛ اما با این حال فیلم به یکی از پرسودترین فیلم‌های تاریخ تبدیل شد. رودریگز تجریبات خود را در مورد ساخت فیلم ال ماریاچی در قالب کتابی به نام شورشی بدون عوامل پشت صحنه منتشر کرد تا فیلمسازان جوان را تشویق کند تا با وجود کمبود بودجه فیلم خود را بسازند. کتاب با نام سینماگر دست‌تنها با ترجمه پارسا زاهدی و انتشار نشر روزنه کار در ایران منتشر شده است.